# Aomori Wat's
L'Aomori Wat's (青森ワッツ) è una società cestistica avente sede ad Aomori, in Giappone. Fondata nel 2012, gioca in B.League.

## Storia
L'Aomori Wat's è una squadra di pallacanestro giapponese fondata ad Aomori nel 2012. Ha partecipato in Bj league dal 2013 al 2016. Attualmente gioca in B2 League, la seconda serie del campionato giapponese di pallacanestro.